# 1924 год в музыке

## События
- 12 февраля — премьера Rhapsody in Blue Гершвина.
- У Монголии появляется собственный гимн.

## Академическая музыка
- 4 мая — премьера Симфонии № 6 Мясковского.

## Опера
- 1 мая — премьера «Нерона[англ.]» Арриго Бойто под руководством Артуро Тосканини (театр «Ла Скала», Милан).
- 6 ноября — премьера «Приключений лисички-плутовки» Яначека.

## Выпущенные альбомы
- Louis Armstrong And The Blues Singers (Луи Армстронг)

## Награды
- Бакалейников, Владимир Романович — заслуженный артист Республики.
- Александр Михайлович Давыдов — заслуженный артист Республики.
- Лабинский, Андрей Маркович — заслуженный артист Республики.

## Родились

### Январь
- 3 января — Авзал Хайрутдинов (ум. 2017) — советский и российский виолончелист и музыкальный педагог
- 9 января — Нелли Шахназарова (ум. 2016) — советский и российский музыковед и педагог
- 12 января — Сергей Дижур (ум. 2000) — советский и российский органист, клавесинист и музыкальный педагог
- 26 января — Анаит Аджемян (ум. 2016) — американская скрипачка

### Февраль
- 13 февраля — Иван Мозговенко (ум. 2021) ― советский и российский кларнетист и музыкальный педагог
- 16 февраля — Джо Уокер-Мэдор (ум. 2017) — исполнительный директор Ассоциации музыки кантри (1962—1991)
- 22 февраля — Сулейман Алескеров (ум. 2000) — советский и азербайджанский композитор, дирижёр и музыкальный педагог
- 29 февраля — Маргарита Агашина (ум. 1999) — советская и российская поэтесса и автор песен

### Март
- 1 марта — Елена Черней (ум. 2000) — румынская оперная певица (меццо-сопрано)
- 3 марта — Лиз Ассиа (ум. 2018) — швейцарская певица
- 9 марта — Константин Илиев (ум. 1988) — болгарский дирижёр, композитор, музыкальный критик и педагог
- 24 марта
  - Оскар Авилес (ум. 2014) — перуанский певец, музыкант, гитарист, аранжировщик и композитор
  - Спартак Королёв (ум. 1999) — советский и белорусский лингвист, педагог, поэт и композитор
- 30 марта — Милко Келемен (ум. 2018) — югославский, немецкий и хорватский композитор

### Апрель
- 14 апреля — Мария Харченко (ум. 2016) — советская и украинская театральная актриса и певица
- 15 апреля — Невилл Марринер (ум. 2016) — британский дирижёр и скрипач
- 16 апреля
  - Генри Манчини (ум. 1994) — американский дирижёр и кинокомпозитор
  - Руди Помпилли[англ.] (ум. 1976) — американский музыкант, саксофонист группы Bill Haley & His Comets
- 25 апреля — Эржебет Сёньи (ум. 2019) — венгерский композитор, музыковед и педагог
- 29 апреля — Зизи Жанмер (ум. 2020) — французская балерина

### Май
- 1 мая — Гамаль Абдель-Рахим (ум. 1988) — египетский композитор, музыкальный педагог, музыковед и пианист
- 2 мая
  - Теодор Бикель (ум. 2015) — американский певец и актёр
  - Алексей Муравлёв (ум. 2023) — советский и российский композитор, пианист и музыкальный педагог
- 9 мая — Булат Окуджава (ум. 1997) — советский и российский поэт, писатель и автор-исполнитель[1]
- 17 мая — Габриэль Бакье (ум. 2020) — французский оперный певец (баритон)
- 18 мая — Эрих Кылар (ум. 2022) — советский и эстонский дирижёр
- 22 мая — Шарль Азнавур (ум. 2018) — французский шансонье, композитор, поэт, писатель и актёр
- 26 мая — Анри-Луи де Ла Гранж (ум. 2017) — французский музыковед
- 31 мая — Гизела Май (ум. 2016) — немецкая актриса и певица

### Июнь
- 7 июня — Долорес Грей (ум. 2002) — американская актриса и певица
- 15 июня — Николай Щукин (ум. 1999) — советский эстрадный певец
- 20 июня — Чет Аткинс (ум. 2001) — американский гитарист, музыкальный продюсер и звукорежиссёр
- 26 июня — Васка Биджова-Гайдова (ум. 2014) — югославская и македонская оперная певица (колоратурное сопрано)
- 29 июня — Эзра Лэйдерман[англ.] (ум. 2015) — американский композитор

### Июль
- 6 июля — Жан Периссон (ум. 2019) — французский дирижёр
- 8 июля — Джонни Джонсон (ум. 2005) — американский пианист
- 12 июля — Василий Юхимович (ум. 2002) — советский и украинский поэт, прозаик, публицист, автор текстов песен, переводчик и журналист
- 13 июля — Октав Энигэреску (ум. 1993) — румынский оперный певец и педагог
- 15 июля — Махмуд Эсамбаев (ум. 2000) — советский и российский чеченский артист балета, эстрадный танцовщик, хореограф, балетмейстер и актёр
- 17 июля — Ли Лихуа (ум. 2017) — китайская актриса и певица
- 20 июля — Лола Олбрайт (ум. 2017) — американская актриса и певица
- 24 июля — Анисим Асламас (ум. 2000) — советский и российский композитор

### Август
- 5 августа — Владимир Рубин (ум. 2019) — советский и российский композитор
- 14 августа — Жорж Претр (ум. 2017) ― французский дирижёр
- 23 августа — Георги Тутев (ум. 1994) — болгарский композитор и дирижёр
- 27 августа — Нина Дорда (ум. 2016) — советская и российская эстрадная певица
- 29 августа — Дина Вашингтон (ум. 1963) — американская певица и пианистка

### Сентябрь
- 12 сентября — Элла Мэй Морс (ум. 1999) — американская певица
- 15 сентября — Станислав Хеллер (ум. 2000) — немецкий клавесинист и музыкальный педагог чешского происхождения
- 20 сентября — Гоги Грант[англ.] (ум. 2016) — американская певица
- 23 сентября — Виктория Иванова (ум. 2002) — советская и российская камерная певица (лирическое сопрано)
- 24 сентября — Вера Цигнадзе (ум. 2016) — советская и грузинская балерина и балетный педагог

### Октябрь
- 6 октября — Лев Венедиктов (ум. 2017) — советский и украинский хоровой дирижёр и музыкальный педагог
- 7 октября — Пётр Горбунов (ум. 2000) — советский и российский дирижёр и музыкальный педагог
- 12 октября — Эрих Грюнберг (ум. 2020) — британский скрипач австрийского происхождения
- 17 октября — Роландо Панераи (ум. 2019) — итальянский оперный певец (баритон)
- 21 октября — Джули Уилсон (ум. 2015) — американская актриса и певица
- 25 октября — Эрл Палмер[англ.] (ум. 2008) — американский барабанщик
- 27 октября — Бонни Лу[англ.] (ум. 2015) — американская певица, радио- и телеведущая

### Ноябрь
- 3 ноября — Виолетта Прохорова (ум. 2021) — советская и британская балерина
- 21 ноября — Матвей Либерман (ум. 2017) — советский и израильский скрипач и музыкальный педагог
- 24 ноября — Лорн Манроу (ум. 2020) — американский виолончелист
- 30 ноября — Клаус Хубер (ум. 2017) — швейцарский скрипач, композитор, дирижёр и музыкальный педагог

### Декабрь
- 2 декабря — Эльза Мария Паде (ум. 2016) — датский композитор
- 6 декабря — Вальтер Левин (ум. 2017) — американский скрипач и музыкальный педагог немецкого происхождения, основатель и первая скрипка Ласалль-квартета
- 7 декабря — Бент Фабрик (ум. 2020) — датский пианист и композитор
- 10 декабря — Майя Глезарова (ум. 2017) — советская и российская скрипачка и музыкальный педагог
- 12 декабря — Невит Кодаллы (ум. 2009) — турецкий композитор, дирижёр и педагог
- 14 декабря — Мардж Редмонд (ум. 2020) — американская актриса и певица
- 19 декабря — Виктор Фенигштайн (ум. 2022) — швейцарский и люксембургский композитор и музыкальный педагог
- 24 декабря — Юрий Казаков (ум. 2019) — советский и российский баянист и музыкальный педагог
- 29 декабря — Туомас Хаапанен (ум. 2024) — финский скрипач и музыкальный педагог

### Без точной даты
- Лазар Силики (ум. 2001) — албанский поэт, сценарист и либреттист

## Скончались
- 24 января — Мари Леонтина Борд-Пен (65) — французская пианистка
- 17 февраля — Оскар Мериканто (55) — финский композитор, органист и дирижёр
- февраль — Ада Адини (68/69) — американская оперная певица (сопрано) и вокальный педагог
- 29 марта — Чарльз Стэнфорд (71) — ирландский композитор
- 27 апреля — Андрей Арендс (69) — русский и советский композитор, дирижёр и музыкальный педагог
- 6 мая — Эмиль Вамбах (69) — бельгийский дирижёр, музыкант и композитор
- 25 мая — Теодор Морс (51) — американский композитор
- 26 мая
  - Иоганн Генрих Бек (67) — американский скрипач, композитор и дирижёр
  - Виктор Херберт (65) — американский композитор, виолончелист и дирижёр ирландского происхождения
- 11 июня — Теодор Дюбуа (86) — французский композитор, органист и музыкальный педагог
- 23 июня — Сесил Джеймс Шарп (64) — английский музыкальный фольклорист, музыкант, педагог, публицист и дирижёр
- 27 июля — Ферруччо Бузони (58) — итальянский композитор, пианист, дирижёр, музыкальный педагог и музыковед
- 11 августа — Альберт Бахрих (50) — австрийский скрипач
- 13 августа — Хулиан Агирре (56) — аргентинский композитор
- 23 августа — Генрих Берте (67) — австро-венгерский композитор
- 25 августа — Ренато Броджи (51) — итальянский композитор и пианист
- 25 сентября — Карел Буриан (54) — чешский оперный певец (тенор)
- 29 сентября — Вилли Бардас (37) — австрийский пианист и музыкальный педагог
- 4 ноября — Габриэль Форе (79) — французский композитор, педагог и дирижёр
- 16 ноября — Александр Архангельский (78) — русский хоровой дирижёр и композитор
- 29 ноября — Джакомо Пуччини (65) — итальянский оперный композитор[2]
- 2 декабря — Эмми Акте (74) — финская оперная певица (меццо-сопрано) и музыкальный педагог
- 8 декабря — Франц Ксавер Шарвенка (74) — немецкий композитор, пианист, дирижёр и музыкальный педагог
- 29 декабря — Луиджи Боттаццо (79) — итальянский композитор, органист и музыкальный педагог
- без точной даты
  - Эльвира Бергхаус (86/87) — немецкая оперная певица (сопрано)
  - Элькан Наумбург (89) — американский меценат